# Taylor Hendricks
Taylor Hendricks, född 22 november 2003 i Deerfield Beach i Florida, är en amerikansk professionell basketspelare (PF) som spelar för Utah Jazz i National Basketball Association (NBA).
Han draftades av Utah Jazz i första rundan i 2023 års draft som nionde spelare totalt.
Innan Hendricks blev proffs studerade han vid University of Central Florida och spelade för deras idrottsförening UCF Knights.